# Рутка Кралика
Рутка Кралика (Fumaria kralikii) — вид квіткових рослин з родини макових (Papaveraceae).

## Опис
Однорічна рослина 10—25 см. Стебло просте чи мало гіллясте, іноді від основи гіллясте. Листки сизі, тричі перисто-розсічені, часточки плоскі, лінійні, коротко загострені. Китиці нещільні, подовжені, малоквіткові. Плодоніжки дугоподібно відігнуті донизу. Віночок 7 мм завдовжки, блідо-рожевий, горіх гладкий, кулястий.

## Поширення
Росте на півдні Європи (Греція, Албанія, Болгарія, Румунія, Крим, Хорватія, Македонія, Сербія) й на заході Азії (Туреччина, Ліван-Сирія, Палестина); інтродукований до Франції.
В Україні вид росте на сухих схилах, скелях, у лісах — у гірському Криму, зрідка.